# Партений Зографски
Партений Зографски (или Нишавски) е български духовник, поленински епископ и нишавски митрополит, книжовник, един от първите български филолози и фолклористи.

## Биография

### Ранни години
Роден е през 1818 г. в мияшката паланка Галичник под името Павел (Хаджи) Василков Тризловски. Първоначално учи в манастира „Свети Йоан Бигорски“, а през 1836 г. в Охрид при Димитър Миладинов и в гръцки училища в Солун и Цариград. Между 1838 – 1842 г. учи в Атинската семинария с помощта на архимандрит Анатолий Зографски. Става монах в Зографския манастир в Света Гора през 1842 г. под името Партений.
Учи в Духовната семинария в Одеса, след това постъпва в Каприянския манастир в Молдова. В 1846 г. завършва Киевската духовна семинария, а в 1850 г. Московската духовна академия. Започва да служи като духовен проповедник и изповедник в църквата на руското посолство в Цариград. С разрешение на руския посланик заминава за Света гора, където на 23 ноември 1851 г. открива богословско училище в Зографския манастир, предназначено да стане семинария. Преподава в него до 1852 г., когато училището е затворено от гръцките духовни власти.
В 1852 година Партений се присъединява към проекта за създаване на Българска матица на Натанаил Зографски и Константин Петкович. Идеята не се осъществява, но скоро в Браила се създава Българското книжовно дружество.
От 1852 до 1855 г. Партений е учител по църковославянски език в Богословското училище на Халки. Принуден е да напусне заради Кримската война, тъй като властите смятат, че той преподава руски. Поради здравите си връзки с руското посолство, заминава за Света гора и се връща в Цариград чак след сключването на мира. До 1858 г. е управител на българското училище в Цариград, където устройва преподаването на съвременни начала. Едновременно служи в българската църква „Свети Стефан“ и в руската църква.

### Поленински епископ
В изпълнение на условието за спиране на униатското движение в Кукуш, на 29 октомври 1859 г. Партений е ръкоположен от солунския митрополит Неофит Византийски в съслужение с митрополитите Григорий Херцеговински и Дионисий Илиуполски в църквата „Свети Георги“ за поленински епископ в Дойран, като пеенето в църквата е и на църковнославянски. Това назначение на българин за владика е посрещнато с възторг от водачите на българското църковно движение, както и от кукушките българи.
Партений обаче наместо да изпълни помирителната роля, с която го натоварва Патриаршията, оглавява българската църковна борба – едва пристигнал, започва да обикаля епархията, разширява употребата на църковнославянски в богослужението в църквите и съдейства за отварянето на български училища. Според Симеон Радев Партений Зографски мрази гърците и тази му омраза се ожесточава още повече след смъртта на Братя Миладинови. В Дойран изгаря гръцките богослужебни книги, аргументирайки се с библейското „Око за око, зъб за зъб“.
В 1861 г. е повикан от прекия си началник Неофит Византиийски, поставен е под домашен арест и епархийски духовен съд му отправя 22 обвинения. С помощта на руския посланик Алексей Лобанов-Ростовски Партений е освободен и откаран в Цариград, където пристига на 15 февруари 1862 година. Патриаршията започва да го съди, но поради закрилата от Панарет Пловдивски, който е член на Светия Синод, патриархът бави делото и чака съставянето на новия синод, от който Панарет ще е изключен. На 20 декември като екзарх в епархията е изпратен Антим Преславски. С помощта на Лобанов обаче Партений отново е освободен и в 1863 г. се връща в епархията си.
В Дойран се сблъсква с турските власти, тъй като против забраната поставя камбана в една църква. Постепенно владиката губи подкрепата и на първоначално стоящите зад него кукушки български първенци, които го обвиняват, че е мързелив и скъперник. Макар и защитаван от Петко Славейков, Партений е принуден да напусне епархията си и да се прибере в Цариград, където продължава да играе видна роля в българското църковно дело и сътрудничи на българските вестници и особено на „Македония“.

### Нишавски епископ
В 1867 г. е назначен за нишавски митрополит в Пирот и на този пост подпомага българското училищно дело и отблъсква опитите на сръбската пропаганда за проникване в Пиротско.
От 1868 г. Партений Нишавски е част от отцепилата се от патриаршията българска църковна йерархия. През зимата на 1870 година митрополит Партений обикаля южните българските земи, служи и ръкополага свещеници, тъй като гръцките владици са изгонени и няма кой да извършва хиротониите. Пловдивската гръцка митрополия го клевети пред османските власти и Партений е принуден да служи нощно време и да ръкополага български свещеници в малкия храм „Свети Николай“ в Пловдив, а след това в манастира „Света Петка“ край Станимака. Изгонен и от там се мести в манастира „Свети Тодор“ над Перущица, където служи и ръкополага. Така митрополит Партений ръкополага 84 български свещеници. След създаването на Българската екзархия в 1870 г. Партений Зографски остава като екзархийски митрополит в Пирот до октомври 1874 г., когато е принуден да си подаде оставката.
Партений Зографски умира в Цариград на 7 февруари 1876 г., в деня на Партений Лампсакски, и е погребан в „Свети Стефан“.

## Книжовна дейност
Партений Зографски развива активна книжовна дейност. Сътрудничи на списанието „Български книжици“ и на първите български вестници – „Съветник“, „Македония“, „Цариградски вестник“ и други. В 1857 г. издава „Кратка свещена история на ветхо и новозаветната църков“, на следната 1858 г. – „Началное учение за децата“, а през 1859 г. издава „Кратка славенска граматика“. Превежда житието на св. Климент Охридски от Теофилакт Охридски от гръцки на българо-македонско наречие със силно влияние на източнобългарския говор и на църковнославянски език. Занимава се с изследователска дейност, като обнародва два документа за Охридската архиепископия намерени в Рилския манастир. Събира народни песни и издава „Сборник на народни песни“. Според Симеон Радев „писанията на Партений се отличават със своя изящен стил“.

### Възгледи за българския книжовен език
Партений Зографски се опитва да наложи употребата на западнобългарски елементи като основа на новосъздаващия се български книжовен език. През 1858 година в статията си „Мисли за болгарскиот язик“ той пръв описва македонския говор и поставя въпроса за това че македонският говор не трябва да бъде пренебрегван при формирането на българския език. Партений дори смята, че наречието от Югозападна Македония трябва да бъде възприето като основа на общия писмен език:
| „ | И другїй потъ сме кажале, пакъ сега кажуваме, що за да можетъ да се составитъ еденъ общїй писменнїй ѧзикъ пьрво е потребно да излезатъ на ѧве си-те местни наречїѧ и идїотизми на ѧзикъ-от ни, вьрху кои-то общїй-от ѧзикъ иматъ да се зиздатъ: догде не се направитъ тоа нещо, никой не можетъ и неиматъ право да судитъ и да редитъ за общїй писменнїй ѧзикъ, основуваещи се на едно толко, кое и да е оно, наречїе; и секое подобно суденье и реденье, како не полно, тъа е суетно и безплодно. Нашїй-отъ ѧзикъ, како що е познато, се дѣлитъ на две главни наречиїѧ, отъ кои-то едно-то се говоритъ во Болгарїѧ и Тракїѧ, а пакъ друго-то во Македонїѧ. Пьрво-то отъ нихъ векье е семъ известно; защо се что се писало до сега на нашъ їозикъ се на него се писало, а на друго-то ни гри: по таѧ причина, что возражденїе-то на наша-та писменность се почна осгора на долу. Оваѧ е причина-та, что не толку иностанни-те славѧнисти, но и исти-те наши ученни, что не принадлежатъ на Македонско-то наречїе, немаетъ за него никакво основателно и определенно понѧтїе. За да изведеме на светъ Македонско-то наречїе со си-те негови общи и местни идїотизми, до колко е то намъ возможно, мїе имаме намеренїе да составиме на него грамматика въ параллель со друго-то; но понеже тоа наше намеренїе можетъ мало да се позабавитъ, мїе сега излагаме кратко главни-те негови особности относително кон друго-то наречїе. Македонско-то наречїе не толко не трѣбетъ и не можетъ да бидетъ исключенно от общїй-отъ писменнїй ѧзикъ, но добро тьа беше ако оно сѧ прїимаше за главна негова основа; по таѧ причина что оно е по пѫлнозвучно, по плавно и по стройно, и въ много отношенїѧ по пѫлно и по богато. Представители на тоа наречїе се югозападни-те страни на Македонїѧ. | “ |

През 1870 година Марин Дринов отхвърля предложението на Партений Зографски и Кузман Шапкарев за смесена източна и западна българска (вкл. македонска) основа на стандартния език.

## Памет
На Партений са наречени няколко улици:
- „Партений Зографски“ във Варна
- В София
  - „Митрополит Партений Зографски“ в квартал „Симеоново“ (Карта)
  - „Партений Зографски“ в квартал „Люлин“ (Карта)
  - „Партений Нишавски“ в квартал „Зона Б-5“ (Карта)

## Съчинения на Партений Зографски
- „Мисли за Болгарски-от Язик“, публикувано в сп. „Български книжици“, брой 1, Цариград, 1858 година
- „Житие и исповедание и за некои чудеса повествование иже во святих отца нашего Климента Архиепископа болгарскаго”, публикувано в сп. „Български книжици“, книга 1, 2, 3, 4, 7, 9, 10, Цариград, 1858 година
- Началное Оученїе за дѣца-та, напечатано отъ Архимандрита Партенія Зографскаго.   Цариградъ – Галата, въ Книгопечатницѫ-тѫ на Д. Цанкова и Б. Миркова, 1858.
- „Писменность и Грамматика“, публикувано в „Цареградски вестник“, брой 315, 316, 322, Цариград, 1857 година
- „Следующата статия много е важна и побуждаваме Читателите с внимание да я прочитет“, публикувано във в-к „Цареградски вестник“, година VII, бр. 315, Цариград, 9 февруари 1857 година

## Изследвания за него
- Димитров, Л. Обществената и книжовна дейност на хаджи Партения Зографски. – Дебърски глас, 1, 1909-10, бр. 36-37, 39-40, 42-44.
- Манолова, Н. Един забравен български духовник: Партений Зографски, Поленински и Нишавски. – Македонски преглед, 63, 2020, бр. 1, 51 – 74.